# Ráday Mihály

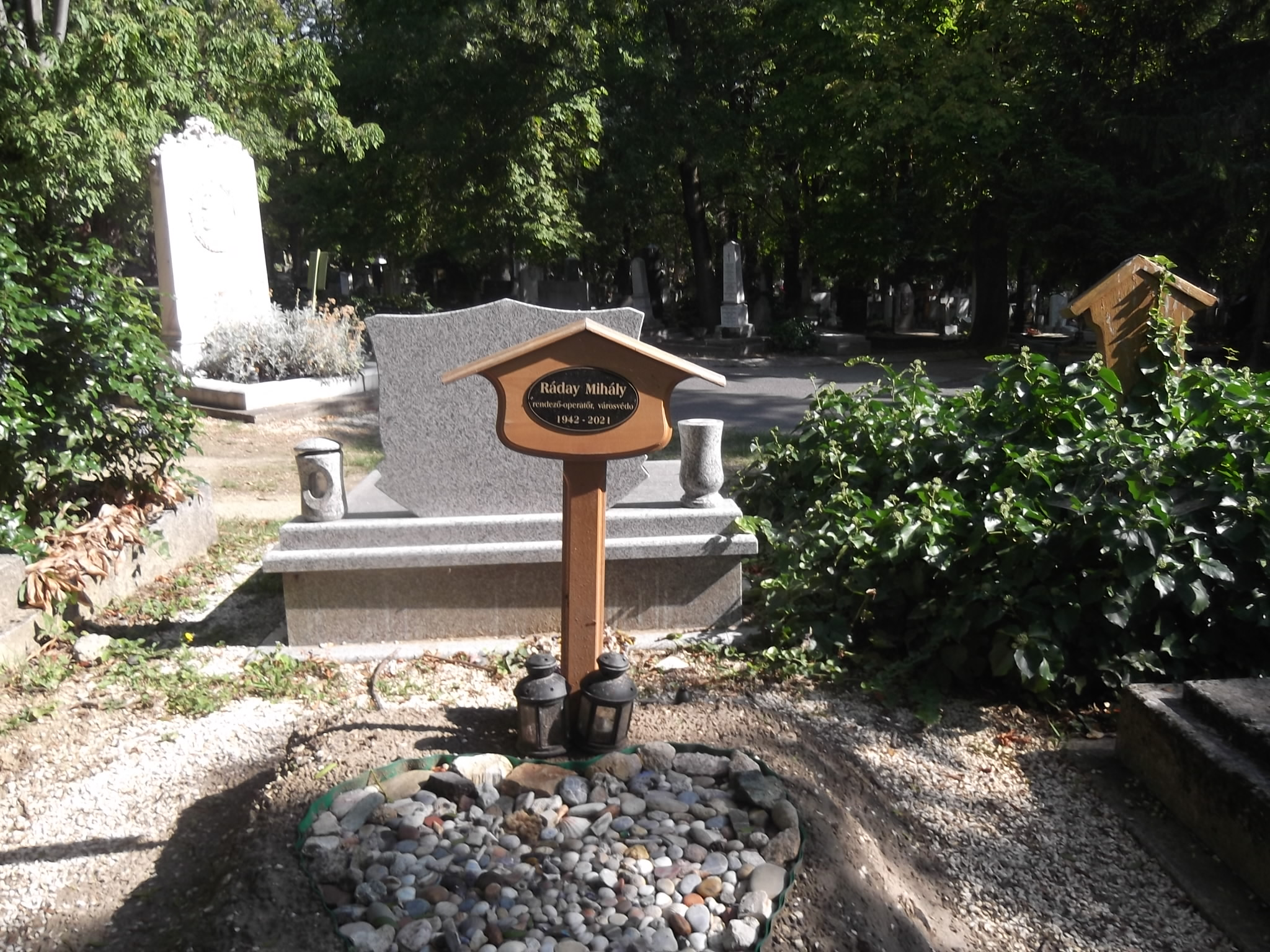
Ráday Mihály sírja a Farkasréti Temetőben

Ráday Mihály (Budapest, 1942. június 11. – ?, 2021. július 16.) Kossuth-díjas magyar filmoperatőr, rendező, televíziós szerkesztő, a Budapesti Városvédő Egyesület elnöke.

## Életpályája
Apja Ráday Imre színművész, anyja Ferda Erzsébet Magdolna (Ferda Manyi) volt.
Tanulmányait a Színház- és Filmművészeti Főiskola filmoperatőri, majd az ELTE művészettörténet szakán végezte.
1968 óta folyamatosan a Magyar Televízióban dolgozott, 1979-ben létrehozta hírneves városvédő műsorát Unokáink sem fogják látni… címen, amely a jó és a rossz példák bemutatásával lassanként elérte, hogy az emberek jobban megbecsüljék a műemlékeket és általában az épített örökséget. Társaival 1982–1983 telén megalapította a Budapesti Városvédő Egyesületet (akkoriban a politikai ellenállás miatt: Városszépítő Egyesület), majd 1986-ban a Város- és Faluvédők Szövetségét, aztán a Nemzeti Panteon Alapítványt. 2010-ben a Magyar Televízió minden magyarázat nélkül megszüntette az Unokáink sem fogják látni… című műsort. Címének második felét (avagy Városvédő Pallasz Athéné kezéből időnként ellopják a lándzsát) a Podmaniczky Frigyes téren álló, általa kiharcolt, 1991-ben felállított emlékmű őrzi, ahol Kő Pál a bronz Podmaniczky kezébe adta a lándzsa nélküli városvédő alakját.
Az SZDSZ színeiben 1990–94 között országgyűlési képviselő, és tizenhét éven át a Fővárosi Közgyűlés tagja volt. Döntő szerepet játszott a város „műemléki alapjának” és „helyi értékvédelmi rendeletének”, a helyreállításokat támogató pályázati rendszerének kidolgozásában. Megszervezte az Andrássy út kandelábereinek, a Lánchíd és az Alagút címereinek cseréjét, a Clark Ádám téri mozaikcímer helyreállítását, elindította Róth Miksa egykori házának emlékmúzeummá alakítását. Többek között kezdeményezte a vidámparki körhinta felújítását, a Centrál kávéház, a Gresham-palota újjáépítését. Lelkes tagja volt a Nagy Budapest Törzsasztalnak.
2021. július 16-án 79 évesen hunyt el súlyos betegség következtében. Temetésére augusztus 30-án került sor a budapesti Farkasréti temetőben.
Özvegye Ruttka Andrea textilművész; három gyermekük született.

## Operatőrként

### Tévéfilmjei
- 1990 – Holnapra a világ
- 1988 – Johann Strauss: A denevér
- 1987 – Almási, avagy a másik gyilkos
- 1987 – Bánk bán
- 1987 – Dada
- 1984–1993 – A világ metrói
- 1983 – Kegyenc
- 1983 – Közös kutya
- 1983 – Buborékok
- 1982 – Glória
- 1982 – Bors néni
- 1981 – Mese az ágrólszakadt igricről
- 1981 – Horváték
- 1980 – A különc
- 1979 – Kinek a törvénye?
- 1978 – Mednyánszky
- 1978 – Keménykalap és krumpliorr (televíziós sorozat)
- 1977 – Az ész bajjal jár
- 1977 – Békesség, ámen!
- 1975 – Csontváry
- 1975 – Ciklámen
- 1975 – Tudós nők
- 1975 – Csillagok változása
- 1975 – A feladat
- 1974 – Tigrisugrás
- 1972 – Tévé-ovi

## Publikációi (válogatás)
Több száz újságcikkét közölték különböző sajtótermékek. Gyakori szerzője volt a Budapest című folyóiratnak.

### Könyvei
- Unokáink sem fogják látni avagy Városvédő Pallasz Athéné kezéből időnként ellopják a lándzsát; RTV-Minerva, Bp., 1982
- Adalékok a Lipótváros történetéhez, 1–2.; szerk. Farkaslaky Erzsébet, Ráday Mihály; Budapesti Városszépítő Egyesület, Bp., 1988
- Adalékok a Népköztársaság útja történetéhez; szerk. Berta István, Ráday Mihály; Budapesti Városszépítő Egyesület, Bp., 1988
- Városvédőbeszédek, 1–2.; Széchenyi, Bp., 1989
- Ember az épített környezetben; ELTE Természettudományi Kar, Bp., 1993 (Humánökológia)
- Jelenetek a pesti utcán; összekötő szöv. N. Kósa Judit, adattár Déry Attila, Sántháné Antal Sára; Karinthy, Bp., 1998
- Új városvédőbeszédek; Tarsoly, Bp., 2001
- Budapest teljes utcanévlexikona; adattár Mészáros György, szerk. Ráday Mihály, utcanévtörténetek Buza Péter, Prusinszki István; Sprinter, Bp., 2004
- Budapesti utcanevek. A–Z. Teljes Budapest atlasz, régi és új nevek, utcanév-történetek; szerk. Ráday Mihály, adattár Mészáros György, Ráday Mihály; Corvina, Bp., 2013
- Katona Tamás–Ráday Mihály: Az 1848–49-es forradalom és szabadságharc emlékhelyei; Corvina, Bp., 2013–
  - 1. Események és helyszínek; szerk. Csorba László; 2013
  - 2. A száműzöttek nyomában; szerk. Csorba László; 2016

### Televíziós műsorai
- 2001 áprilisa utáni műsorai visszakereshetők a Magyar Televízió honlapján.

## Elismerései (válogatás)
Tucatnál is több díjban és kitüntetésben részesült, ezek közül néhány jelentősebb:
- 1969 – Oberhausen, nagydíj
- 1979 – Balázs Béla-díj
- 1982 – Film- és Tv kritikusok díja
- 1985 – SZOT-díj
- 1988 – Podmaniczky-díj
- 1990 – Pro Urbe Budapest díj
- 1994 – „Medals of Honour”, Europa Nostra örökségvédelmi szervezet díja
- 1996 – Kossuth-díj
- 2005 – Táncsics Mihály-díj
- 2005 – Prima díj
- 2005 – Magyar Filmkritikusok díja[10]
- 2009 – A Magyar Köztársasági Érdemrend középkeresztje
- 2012 – Gundel művészeti díj
- 2018 – Hazám-díj
- 2021 – Budapest díszpolgára[11]